# Alfred Bohrmann
Alfred Bohrmann (28 février 1904 – 4 janvier 2000) est un astronome allemand.

## Biographie
Alfred Bohrmann soutient sa thèse de doctorat en 1927 au Landessternwarte Heidelberg-Königstuhl (observatoire du Königstuhl situé près de Heidelberg) de l'université de Heidelberg.
À l'époque, l'observatoire de Heidelberg est un important centre de découverte d'astéroïdes, notamment par Max Wolf et Karl Reinmuth, et durant son séjour, Bohrmann y découvre plusieurs astéroïdes.
Bohrmann travaille à l'observatoire de 1924 à 1969. L'astéroïde (1635) Bohrmann est nommé d'après lui.

## Liste des astéroïdes découverts par Alfred Bohrmann
| (1455) Mitchella | 5 juin 1937       |
| (1470) Carla     | 17 septembre 1938 |
| (1531) Hartmut   | 17 septembre 1938 |
| (1733) Silke     | 19 février 1938   |
| (1998) Titius    | 24 février 1938   |
| (2016) Heinemann | 18 septembre 1938 |
| (2226) Cunitza   | 26 août 1936      |
| (2350) von Lüde  | 6 février 1938    |
| (2665) Schrutka  | 24 février 1938   |